# Oxprenolol
Oxprenolol é um betabloqueador não seletivo.

## Farmacologia
Sua absorção é quase completa no trato gastrintestinal, com uma alta biodisponibilidade, desta forma ocorre mínimas variações entre indivíduos diferentes. Oxprenolol é capaz de atravessar a barreira hematoencefálica o que provoca mais efeitos colaterais a nível de sistema nervoso central, que os medicamentos sem esta propriedade como atenolol, sotolol e nadolol.

## Contraindicações
O oxprenalol não pode ser usado por portadores de asma, rinite alérgica e broncoespasmo alérgico, bradicardia sinusal, bloqueio AV e alguns casos de insuficiência ventricular. Por ser lipossolúvel não pode ser administrado em pacientes grávidas ou que estejam amamentando.